# 王玉𤩱
王玉（1614年—1704年），字楚珩，浙江仁和縣人，清初軍事將領、武狀元。

## 生平
王玉在明崇祯年間舉武科鄉試第一。清朝入關後，重新參加武舉，聯捷順治八年（1651年）辛卯鄉試第一，順治九年（1652年）壬辰會試、殿試第一，成為歷史上罕見的連中三元者。顺治十年（1653），王玉出任福建都督佥事，奉命與郑成功军队激战，夺回惠安、同安等多处州县，因功升任陕西延绥定边都督佥事同知。后转任天津镇总兵。晚年归隐林泉，吟诗撰文自乐。康熙四十三年（1704年）病卒。

## 外部連結
- 王玉𤩱 （页面存档备份，存于） 中國歷代武狀元